# Luiz Fernando Pereira da Silva
Luiz Fernando Pereira da Silva, detto Fernandinho (Santa Bárbara d'Oeste, 25 novembre 1985), è un calciatore brasiliano, attaccante del Retrô.

## Palmarès

### Competizioni statali
- Campeonato Paulista do Interior: 1

Barueri: 2008

### Competizioni nazionali
- Coppa del Brasile: 1

Atletico Mineiro: 2014

### Competizioni internazionali
- Coppa Sudamericana: 1

San Paolo: 2012
- Coppa Libertadores: 1

Gremio: 2017